# Cerro Pabellón del Inca
El cerro Pabellón del Inca es un volcán en Chile, localizado en la Región de Tarapacá. Se eleva unos 5 100 m s.n.m. A 10 km del cerro Pabellón del Inca se encuentra el distrito minero de Collahuasi. Al sur del cerro, hacia el salar de Michincha, se extiende la denominada Pampa Pabellón, donde la minera Collahuasi tiene un depósito de relaves.

## Geología
La actividad volcánica en la región durante el Eoceno había formado la formación Icanche, hace unos 45 millones de años. Después de una pausa de unos 33 millones de años, la actividad volcánica se reanudó durante el Mioceno y continúa hasta la actualidad. El vulcanismo incluyó las ignimbritas de Ujina y Carcote y los estratovolcanes en la frontera entre Chile y Bolivia.
Junto con los volcanes Irruputuncu y Poruñita, el Pabellón del Inca se considera un volcán joven, actualmente inactivo. Los flujos de lava y los cráteres ya no son reconocibles, pero el volcán mantiene una forma cónica. Otros volcanes de la zona son El Rojo Sur y Olca-Paruma.
El Pabellón de Inca, Irruputuncu y Poruñita han hecho erupción de andesita y dacita. Contienen hornblenda y piroxeno.

## Arqueología
Se ha reportado la existencia de al menos dos asentamientos incas en la ladera surponiente del cerro, hacia la quebrada Yabricoyita, identificados como CO-37 y CO-75.  Asimismo, diversos restos arqueológicos incaicos se han reportado en las inmediaciones del cerro, como estructuras habitacionales con presencia de estructuras cuadrangulares, irregulares y subcirculares de piedra y corrales.